# Los Locos del Ritmo
Los Locos del Ritmo es uno de los primeros grupos de rock and roll en español de la historia, ya que fue fundado en 1957, y se han mantenido activos hasta la actualidad.

## Inicios
En 1957, el estudiante de la Preparatoria 4 de la Universidad Nacional Autónoma de México (UNAM) y pianista, José «Pepe» Negrete, conoció a Toño de la Villa (nombre artístico de Antonio Verdes Sánchez, estudiante de Ciencias Químicas y cantante), luego de intentar formar una banda con amigos. La banda se completó con José Alberto Figueroa, José del Río y Álvaro González. El nombre original fue "Pepe y sus Locos" que les fue dado por un amigo de Negrete, quien aseguró que estaban locos si querían tocar rock and roll cuando otros ritmos eran más populares.
Debido a su exitosa participación en un concurso organizado por Telesistema Mexicano en el año de 1958, resultaron premiados con un viaje a Estados Unidos, donde se presentaron en un programa televisivo conducido por Ted Mack llamado "Original Amateur Hour" en el que lograron un decoroso segundo lugar. A su regreso incursionaron en presentaciones en la radiodifusora "Radio 6.20", donde tenían dedicado un programa, que les prodigó notoriedad y fama relativas. Todo esto bajo el nombre de "Pepe y sus Locos". Al poco tiempo salen de la agrupación Alberto Figueroa y Álvaro González (quienes posteriormente se integrarían a la agrupación denominada "Los Zipps", que tuvieron el éxito "Rock Triste"), también sale José del Río; en su lugar se incorporan al grupo Jesús González (estudiante de preparatoria, requinto) y Rafael Acosta Córdova (estudiante de la Escuela Nacional de Música, batería).
Escrito en la historia del Rock en México, fueron ellos los primeros en grabar un disco —ya bajo el nombre de Los locos del ritmo— para Discos Orfeón (en una sola noche de diciembre de 1959) después de mucha insistencia, pero desafortunadamente el "máster" permaneció enlatado más de un año, lo que retrasó su consolidación en los medios y favoreció a otras organizaciones como Los Rebeldes del Rock o Los Black Jeans (Los Camisas Negras), quienes vieron puestas sus grabaciones en el mercado antes que ellos.
El máster incluía no sólo covers de canciones en inglés, sino que también presentaba al público auténticas composiciones del mismo Rafael Acosta y Chucho González — principalmente—, lo que convirtió a la banda en pioneros del rock and roll mexicano.

## Primer disco:Rock!
El primer disco grabado de manera un tanto elemental, aunque el máster tiene tecnología estéreo (2 canales) —basado en una guitarra, contrabajo, piano, requinto y únicamente una tarola y un platillo— incluía los temas siguientes:
- Nena, no me importa (cover)
- La cucaracha (Tradicional mexicana)

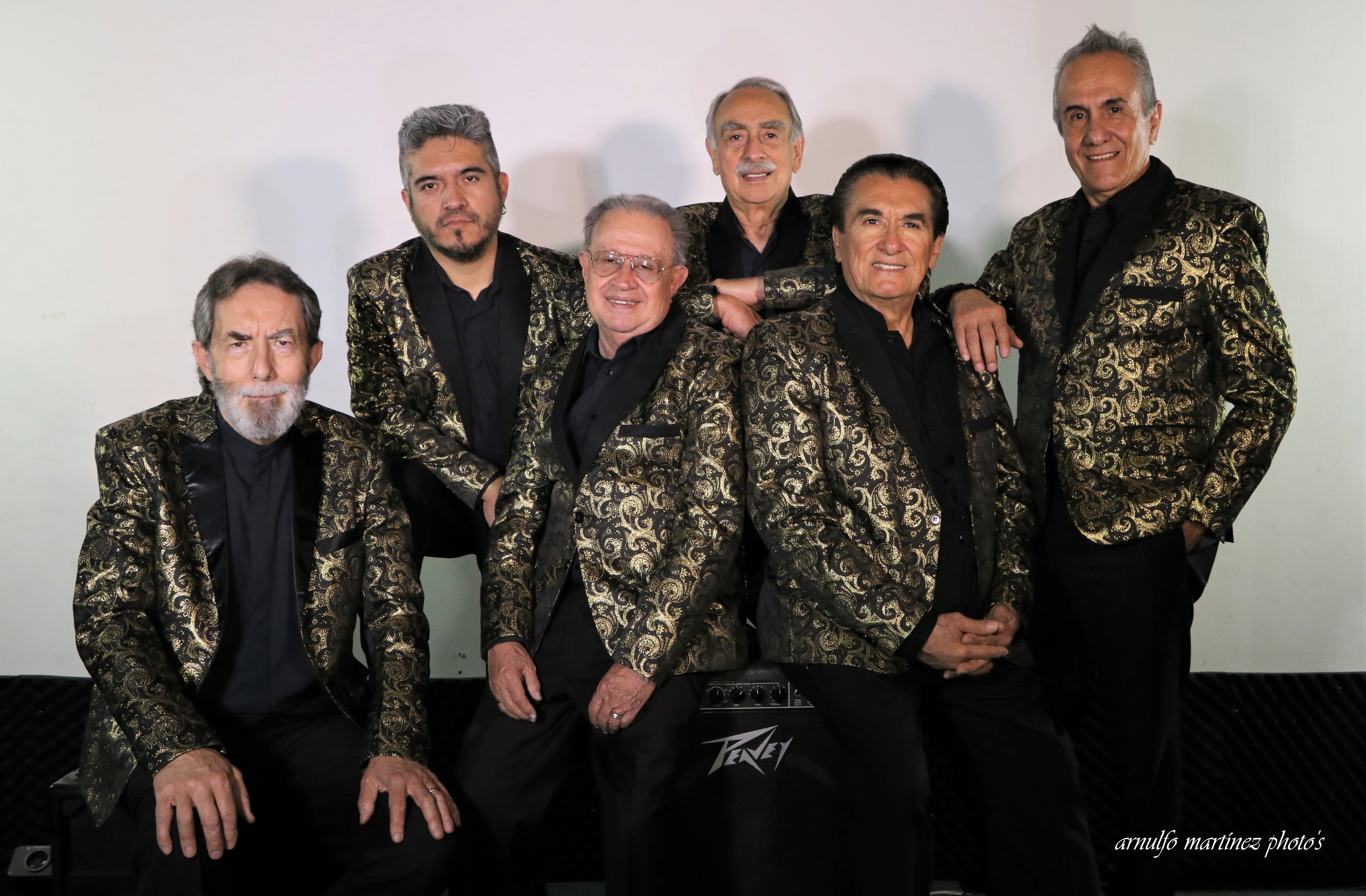

- Tus Ojos (de la autoría de Rafael Acosta Córdoba)
- Un gran pedazo de amor (cover)
- Morelia (de la autoría de Jesús "Chucho" González)
- Blues tempo (de la autoría de José "Pepe" Negrete)
- Crecidito para amar (cover)
- Un vasito de agua (autoría de todos los integrantes)
- Pedro Pistolas (cover)
- El mongol (original de Jesús González)
- Geraldine (cover)
- Yo no soy rebelde (original de Jesús González)

Esta última se constituyó en el himno de las juventudes mexicanas de aquella época[cita requerida].
En este primer LP y parte del segundo colabora un contrabajista de estudio, conocido como "El Médico".
El baterista del grupo original: Rafael Acosta Córdoba comenta respecto a este disco[cita requerida]: "La grabación del disco fue realizada en una sola sesión nocturna, a finales de 1958 o 1959"; y fue hecha probablemente por el ingeniero Manuel Díaz, en los estudios de Discos Orfeón/Dimsa, ubicados en Av. Universidad 1273, Colonia del Valle, México D.F.

## 1940-1962. Muerte de Toño de la Villa
Durante este período graban un disco L.P. más, con la voz de Toño de la Villa, siendo el segundo L.P. "Locos del Ritmo" que incluía los éxitos:
Pólvora, Chica alborotada, Ten mi corazón -de Rafael Acosta-, Vengan todos a bailar, La chica más linda del mundo (creación propia), entre otras. Este disco marca el debut de Mario Sanabria -bajo- y de Manuel López Reyes 'El Che' -guitarra de acompañamiento-
Graban además dos extended play, influenciados por el twist, que incluyen: La Bamba twist, Voy a buscarte, Cucaracha twist y Tengo una novia (dicho EP fue grabado en Venezuela. A su regreso regraban La cucaracha twist y Tengo una novia, siendo ésta la última grabación con Toño de la Villa como cantante). Durante este período, Antonio comienza a experimentar serias molestias en la garganta pero, sin darles importancia mínima, continúa trabajando en grabaciones, actuaciones en vivo y en programas de televisión, y no es sino a principios de 1962, cuando la ronquera se hace patente, llegando al extremo de la afonía total, cuando decide acudir al médico, quien le diagnosticó cáncer en la garganta. Rechazando atenderse la mortal enfermedad que le aquejaba, es trasladado hasta El Paso, en Texas, siendo intervenido quirúrgicamente el 2 de mayo de 1962 y fallece 3 días después. Quedaron pendientes grabaciones e incluso actuaciones en España; inicialmente fue enterrado en Estados Unidos, al lado de un familiar cercano. Actualmente sus restos están depositados en el Panteón Jardines Eternos en Ciudad Juárez, Chihuahua.

## La influencia de la Ola Inglesa 1964
Con la consigna de los productores discográficos de considerar en las grabaciones sólo la adaptación de canciones en inglés, la creatividad musical del grupo se vio diezmada y por tanto sus números no eran sino reversiones (covers), lo que les restó fama, en contraste con sus contemporáneos[cita requerida]. Ya con la presencia de The Beatles en los medios masivos era necesario que para mantenerse en boga tuviesen que cambiar de modalidad musical y aun también de cantante líder, lo que marca la aparición del ex Teen Top Gastón Garcés como voz cantante del grupo. También se incorpora a la banda el guitarrista Xavier Garza. En este lapso la cosecha de éxitos se aprecia de manera notable tuvieron grandes éxitos Barbara Ann, Tomas un corazón, No está ahí, Cansado de esperarte, etc. definitivamente en comparación a los años iniciales. No obstante es importante resaltar la disponibilidad de la organización en cuando a versatilizar su estilo y aceptar nuevas corrientes musicales[cita requerida].

## The Locos (Los Locos)
Ya en plena era a go-go, donde la psicodelia y la nueva ola marcaban la pauta en el mundo musical, la agrupación opta por cambiar de nombre, para simplemente hacerse llamar "Los Locos", logrando una exitosa temporada en el que fue considerado como la capital MUNDIAL del rock: el Whisky a Go Go, de la ciudad de Los Ángeles, California, en donde tuvieron de suplentes nada menos que a The Doors, y alternaban con la banda de Gene Clark que fuera baterista de The Byrds. Al terminar su temporada en ése lugar, se presentaron en un sitio llamado Red Velvet, en el que fueron escuchados y ovacionados, nada menos que por el mismo Elvis Presley. Al terminar dicha mini gira, el grupo se disolvió marcando la salida de Jesús González, quien decide terminar su carrera profesional en contaduría y de Manuel López Reyes el Ché, quien decide continuar como solista; Rafael Acosta se incorporó a otro grupo y Lalo Toral ingresó a la banda de moda Los Yaki. Con la franca intención de obtener giras en los Estados Unidos de Norteamérica, donde era patente la disminución del gusto por el Rock Tradicional, comparado con la música prevaleciente, la supervivencia del grupo seriamente se ve comprometida: Se mantuvo quizá en base al prestigio de sus músicos, llegando así a los años '70 donde nuevamente a base de ajustes repuntan su posición al actuar en cafés, en plena época de conflictos políticos y sociales, como la matanza de 1968 y los movimientos musicales un tanto a la usanza estadounidense como el Festival de Rock y Ruedas de Avándaro y a través de proliferar en sus canciones nuevamente temas escritos por ellos mismos; un ejemplo es la canción "Viva Zapata". Ya en esta etapa, el grupo, llamado simplemente "Los Locos", estaba siendo dirigido por Mario Sanabria, quien seguía como miembro original de aquel grupo desde 1961; en que ingresa, colaborando en el bajo eléctrico a partir del LP "Pólvora".

## Mr. Loco (Festival Yamaha)
El baterista y compositor del éxito más grande del grupo: «Tus ojos», Rafael Acosta Córdoba, decide, junto a Jorge García Castil y Xavier Garza en los  años 70, conformar otra organización musical que les permitiera fraguar nuevos conceptos musicales y además como escape a los conflictos de intereses que ya se habían gestado años atrás con sus anteriores colegas. Con un especial talento para la composición y con la experiencia en arreglos musicales de años anteriores, Rafael Acosta logra exitosamente consolidar a Mister Loco en 1975 cuando, actuando en el Budokan de Japón, consigue el primer lugar del Festival Yamaha Music con la canción «Lucky Man» la cual presentaba el rasgo característico de fusionar instrumentos andinos tales como quenas y zampoñas con instrumentos electrónicos como guitarras, teclados y bajo eléctricos.

## Transición imperceptible de los '70 a los '80
Pese a que los integrantes originales no actuaban en conjunto, sino en diversos cafés y peñas por separado, había iniciado su declive —o por lo menos los músicos que lo mantenían activo—, hubo esfuerzos por conciliar el concepto musical, incluso con la música disco donde el grupo acabó por desaparecer de los medios masivos y solamente se les tenía como un hito en la historia musical[cita requerida]. No es sino hasta el año de 1987 cuando en plena crisis económica en México y cumpliéndose los primeros 30 años de aniversario de la aparición del movimiento de rock and roll en México, cuando vuelven a escena durante un programa televisivo llamado "En vivo" (conducido por el periodista Ricardo Rocha — quien se había dado a la tarea de recontactar a diversos grupos y cantantes de la época—), bajo el nombre original de Los Locos del Ritmo en "La primera noche del Rock". Retoman entonces su actividad musical. Durante el inicio de los años '90, graban un CD doble que contiene éxitos del rock traducidos al español y hacia fines de esa década se reincorporan los miembros originales del grupo (salvo El Che) y se presentan triunfalmente en el restaurante bar "La Plaga", propiedad de Enrique Guzmán, donde tienen una temporada llena de éxitos, siendo esa la última vez que actúan antes de la crisis y el juicio legal por el nombre del grupo.

## Reediciones de sus éxitos
Los Locos del Ritmo obtuvieron la mayoría de sus éxitos en sus dos épocas con Discos Orfeón; esta compañía reedita las grabaciones con sonido estéreo, a diferencia de las ediciones originales lanzadas en monoaural. Sin embargo también realizaron grabaciones en CBS Columbia. De estas compañías es la primera la que posee más material del grupo y ha realizado varias reediciones, en diferentes épocas y formatos, algunas de las más populares son (sólo se mencionan las ediciones que respetan el sonido original de las grabaciones, todos estos discos se lanzaron en México):
- Rock con Los Locos del Ritmo. Estéreofónico (Discos Orfeón, Línea Dimsa; 1971). Reimpresión íntegra del LP original. También se lanzó en casete.
- Los Locos del Ritmo. Pólvora. Estéreofónico (Discos Orfeón, Línea Dimsa; 1971). No incluye los temas Triste Noche y Nena yo no sé.
- 30 Éxitos. Los Locos del Ritmo. LP doble. Estéreofónico (Discos Orfeón, Línea Orfeón; 1984). También se lanzó en casete doble.
- 20 Éxitos. Los Locos del Ritmo. Estéreofónico (Discos Orfeón, Línea Orfeón; 1984). También se lanzó en casete.
- Éxitos. Los Locos del Ritmo. Monoaural (CBS Columbia, Línea Harmony; 1974). Incluye grabaciones del grupo en esta compañía.
- 30 Éxitos. Los Locos del Ritmo. Estéreofónico (Discos Orfeón, Línea Orfeón; 1984). También se lanzó en casete.
- Ídolos del Rock and Roll. Estéreofónico. (Discos Orfeón, Línea Orfeón, 1994; en CD; también lanzado en casete).
- Tus Ojos. Los Locos del Ritmo. Estéreofónico (Discos Orfeón, Línea Dimsa; 1975 en LP; 2000 en CD). Mezcla del primer LP y éxitos posteriores.
- 30 Éxitos. Los Locos del Ritmo. Estéreofónico (Discos Orfeón, Línea Orfeón; 1996). Incluye las últimas grabaciones del grupo y algunos de sus éxitos.
- El Rock de los 60's. Los Locos del Ritmo. Estéreofónico (Discos Orfeón, Línea Dimsa, 2001). Incluye grabaciones de colección del grupo y algunos de sus éxitos.
- Éxitos. Los Locos del Ritmo. Estéreofónico (Discos Orfeón, coedición con Mediasat y el periódico Novedades, 2001). Incluye varios de sus éxitos.
- Los Locos del Ritmo. Estéreofónico. La Bella Época del Rock and Roll. (Discos Orfeón, Línea Orfeón, 2003). Reimpresión con diferente portada del CD Ídolos del Rock and Roll.

## Actualidad
Ante la separación del Grupo en el año 2009, Pepe Negrete y Mario Sanabria (otrora bajista del grupo) actual vocalista, decidieron retomar actividades y en 2012 integraron a Enrique Ochoa en la batería, Julio César Cruz en la guitarra líder, Ramón Rodríguez (bajista que ha trabajado con Los Locos en distintas etapas desde los 70's).ahora en la guitarra de acompañamiento y a Jorge Alarcón en el bajo eléctrico.
El ahora sexteto, ha logrado mantener viva la imagen de la legendaria banda, han participado en eventos masivos, foros, auditorios, así como radio y televisión. La revista Rolling Stone los invitó a su celebración de rock latino con un concierto en "El Plaza Condesa", alternando con Álex Lora, Javier Bátiz y La Revolución de Emiliano Zapata. En enero de 2013 el grupo se presenta con un concierto en el Lunario, del Auditorio Nacional. El presentador en esa noche fue Jaime Almeida. En el verano de 2017 se unen a la Caravana del Rock & Roll con tres fechas exitosas en el Auditorio Nacional .y una más en la Arena Monterrey. En ese periodo han colaborado con la Orquesta Clásica de Orizaba, Veracruz, produciendo el primer concierto sinfónico de rock and roll en México. Durante 2018 ingresaron de nuevo al estudio de grabación para realizar el disco "60 Aniversario", una colección de diversos estilos y que contiene material inédito, con temas como Rock & Roll en la ciudad, Cuéntamelo todo, De aquí en adelante, Yo quiero a Marilyn Monroe y Sabor a nada, entre otros..